# Vince Staples (album)
Vince Staples è il quarto album in studio del rapper statunitense Vince Staples, pubblicato nel 2021.

## Tracce
1. Are You with That? – 2:18
2. Law of Averages – 2:19
3. Sundown Town – 2:31
4. The Shining – 2:40
5. Taking Trips – 2:37
6. The Apple & the Tree – 1:08
7. Take Me Home (with Fousheé) – 2:47
8. Lil Fade – 2:12
9. Lakewood Mall – 1:17
10. Mhm – 2:12

## Classifiche
| Classifica (2021) | Posizione raggiunta |
| ----------------- | ------------------- |
| Stati Uniti       | 21                  |